# Paul J. Smith
Paul Joseph Smith (* 30. Oktober 1906 in Calumet, Michigan; † 25. Januar 1985 in Glendale, Kalifornien; meist Paul J. Smith oder Paul Smith) war ein US-amerikanischer Komponist und Dirigent. Er ist vor allem durch seine Filmmusiken bekannt, die er für Zeichentrick-, Dokumentar- und Spielfilme der Walt-Disney-Studios geschaffen hat.

## Leben und Werk
Paul Joseph Smith wurde am 30. Oktober 1906 in Calumet im US-Bundesstaat Michigan geboren, wuchs jedoch im Bundesstaat Idaho auf, wo er auch das College of Idaho besuchte. Er studierte am Bush Conservatory of Music in Chicago, der University of California in Los Angeles und an der Juilliard School of Music in New York City. 1934 begann er für Walt Disney zu arbeiten, zunächst als Arrangeur, alsbald jedoch auch als Komponist. Die ersten Cartoons, zu denen er musikalische Untermalung beisteuerte, waren Micky im Traumland (Thru the Mirror, 1936) und Donald, der Caballero (Don Donald, 1937). Zusammen mit Frank Churchill und Larry Morey schuf er dann den Soundtrack zu Disneys erstem abendfüllenden Zeichentrickfilm Schneewittchen und die sieben Zwerge (Snow White and the Seven Dwarfs, 1937), für den das Trio eine Oscar-Nominierung erhielt. Es war zudem der erste Streifen der Filmgeschichte, dessen Soundtrack auf Schallplatte veröffentlicht wurde. Sein größter Erfolg wurde jedoch die Filmmusik zu Disneys nächstem Zeichentrick-Klassiker Pinocchio (Pinocchio, 1940), für den er zusammen mit Leigh Harline und Ned Washington den Oscar erhielt. 1940 war er zudem in Fantasia (Fantasia) als Violinist zu sehen. Daneben betätigte sich Smith nicht nur als Dirigent der Disney-Studios, sondern gab gelegentlich auch Konzerte im Burbank Starlight Bowl und im Hollywood Bowl.
In den 1940er und 50er Jahren arbeitete Smith vor allem an den Zeichentrick-Kurzfilmen des Studios. Rund 70 hat er während seiner knapp drei Jahrzehnte währenden Tätigkeit bei Disney betreut. Daneben schrieb er zusammen mit anderen Komponisten des Studios aber auch die Musik zu solchen Langfilmen wie Drei Caballeros im Sambafieber (Saludos Amigos, 1942), Drei Caballeros (The Three Caballeros, 1944), Onkel Remus’ Wunderland (Song of the South, 1947) und Cinderella (Cinderella, 1950). Kennzeichnend für alle diese Produktionen war, dass sie in Gemeinschaftsarbeit entstanden. Das änderte sich Anfang der 1950er Jahre für Paul Smith, als Disney ihn auch mit eigenständigeren Musiken für Spielfilme und vor allem Dokumentarfilme betraute. Smith schrieb nicht nur die Partitur für die aufwändige Jules-Verne-Verfilmung 20.000 Meilen unter dem Meer (20000 Leagues Under the Sea, 1954), sondern entwickelte sich zum Spezialisten für die musikalische Untermalung der „True Life Adventures“, die er fast alle als Komponist, Arrangeur und auch Dirigent betreute. Die dramatisch-drolligen Soundtracks trugen entscheidend zum Erfolg solcher Dokumentarfilme wie Die Wüste lebt (The Living Desert, 1953) oder Wunder der Prärie (The Vanishing Prairie, 1954) bei. Das dabei verwendete cartoonhafte „Mickey-Mousing“ wurde zwar manchmal auch als vulgär kritisiert, erwies sich jedoch durchaus als stilbildend für die Dokumentarfilmmusik. Vor allem der Kunstgriff dieser Filme, einzelne Sequenzen zum Takt klassischer oder populärer Musikstücke zu schneiden, wurde oft kopiert. Die Original-Soundtracks von Smith wurden zudem – ungewöhnlich für Dokumentarfilme – auch auf Langspielplatten veröffentlicht und manche Themen wurden zu populären Songs, so etwa „Jing-A-Ling“ aus Im Tal der Bieber (Beaver Valley) oder „Prairie Home and Pioneer's Prayer“ aus Wunder der Prärie. Zu den späteren Soundtracks von Smith gehörten Alle lieben Pollyanna (Pollyanna, 1960) und Die drei Leben von Thomasina (The Three Lives of Thomasina, 1964).
Der Komponist hatte jedoch bereits 1962 die Disney-Studios verlassen und zog sich alsbald in den Ruhestand zurück. Insgesamt war Paul Smith an rund 90 Walt-Disney-Produktionen in verschiedenen musikalischen Funktionen beteiligt. Er starb am 25. Januar 1985 im Alter von 78 Jahren an den Folgen einer Alzheimer-Krankheit im Memorial Hospital in Glendale, Kalifornien. Im Jahr 1994 ernannten ihn die Disney-Studios postum zur „Disney-Legende“ („Disney Legend“).

## Auszeichnungen
- 1941: Academy Award für Pinocchio

Daneben erhielt Smith noch sieben weitere Nominierungen für die Musik zu den Filmen Schneewittchen und die sieben Zwerge (Snow White and the Seven Dwarfs, 1937), Drei Caballeros im Sambafieber (Saludos Amigos, 1942), Victory Through Air Power (1943), Drei Caballeros (The Three Caballeros, 1944), Onkel Remus’ Wunderland (Song of the South, 1946), Cinderella (Cinderella, 1950) und Perris Abenteuer (Perri, 1957).
- 1994: Ernennung zur „Disney-Legende“ („Disney Legend“)

## Filmografie (Auswahl)
Die meisten der angeführten Filmmusiken entstanden in Zusammenarbeit mit anderen Komponisten:
- 1937: Schneewittchen und die sieben Zwerge (Snow White and the Seven Dwarfs)
- 1939: Picknick am Strand (Beach Picnic)
- 1940: Bone Trouble
- 1940: Pinocchio
- 1942: Drei Caballeros im Sambafieber (Saludos Amigos)
- 1943: Victory Through Air Power
- 1944: Drei Caballeros (The Three Caballeros)
- 1946: Onkel Remus’ Wunderland (Song of the South)
- 1947: Fröhlich, Frei, Spaß dabei (Fun and Fancy Free)
- 1949: Ein Champion zum Verlieben (So Dear to My Heart)
- 1950: Cinderella
- 1950: Im Tal der Biber (In Beaver Valley)
- 1951: Erde, die große Unbekannte (Nature’s Half Acre)
- 1952: Wasservögel (Water Birds)
- 1953: Im Lande der Bären (Bear Country)
- 1953: Die Wüste lebt (The Living Desert)
- 1954: Wunder der Prärie (The Vanishing Prairie)
- 1954: 20.000 Meilen unter dem Meer (20000 Leagues Under the Sea)
- 1955: Geheimnisse der Steppe (The African Lion, Dokumentarfilm)
- 1955: Switzerland (Kurzfilm)
- 1956: In geheimer Mission (The Great Locomotive Chase)
- 1956: Geheimnisse des Lebens (Secrets of Life)
- 1956: Die Karawane der Furchtlosen (Westward Ho the Wagons!)
- 1957: Perris Abenteuer (Perri)
- 1958: Das Herz eines Indianers (The Light in the Forest)
- 1959: Der unheimliche Zotti (The Shaggy Dog)
- 1960: Alle lieben Pollyanna (Pollyanna)
- 1961: Die Vermählung ihrer Eltern geben bekannt (The Parent Trap)
- 1962: Champagner in Paris (Bon Voyage!)
- 1962: Mondgeflüster (Moon Pilot)
- 1963: Die Flucht der weißen Hengste (Miracle of the White Stallions)
- 1964: Die drei Leben von Thomasina (The Three Lives of Thomasina)